# LG V20
LG V20（エルジー ブイトゥエンティー）は、韓国のLGエレクトロニクスによって開発された、第4世代移動通信システム対応スマートフォンである。

## 概要
LG V10の後継機種で、同社のフラッグシップモデル「LG G5」をベースにAV機能を強化したモデルとなっている。なお、本機種は世界初のAndroid 7.0搭載端末となる。
主な特徴としてDACにクアッドDACを採用しており、ハイレゾ音源をよりリアルな音で再生する事が可能となっている。また、カメラはメインに135°、サブに120°の広角レンズを採用。人間の視野角よりも広範囲で撮影する事が可能となっている。
その他の機能としてV10に引き続き画面上部にサブディスプレイを搭載。画面消灯時にも日付や時間を確認する事が可能で、さらによく使用するアプリケーションも直接起動する事が可能となっている。
V10は日本向けモデルが未発売だったが、今回は日本向けモデルがそれぞれau向けにisai Beat LGV34、NTTドコモ向けにV20 PRO L-01Jとしてローカライズされている。
V20と日本向けモデルの相違点は以下の通りとなっている。
- 画面サイズの縮小（5.7インチ→5.2インチ）
- 内蔵ストレージ容量の半減（64GB→32GB）
- 防水性能の追加
- バッテリー構造の変更（V20はバッテリーの着脱が可能だが、日本向けモデルは着脱不可となっている）
- カラーバリエーションの一部削除（LGV34はPink、L-01JはPinkとGoldが削除されている）

## 歴史
- 2016年9月6日（現地時間） -  LGエレクトロニクスより公式発表[1]。